# Winnertzia arizoniensis
Winnertzia arizoniensis är en tvåvingeart som beskrevs av Ephraim Porter Felt 1908. Winnertzia arizoniensis ingår i släktet Winnertzia och familjen gallmyggor.
Artens utbredningsområde är Arizona. Inga underarter finns listade i Catalogue of Life.